# Brocēni
Brocēni (deutsch Brotzen oder Berghof-Brotzen) ist eine Stadt im Westen Lettlands mit 2.805 Einwohnern (1. Januar 2022).

## Geschichte
Der Ort wurde 1528 erstmals schriftlich erwähnt. Der nahegelegene Ciecere-See enthält reiche Vorkommen an Kalkstein, weshalb hier 1937/1938 ein Zementwerk und 1939 eine Fabrik für Kunst-Schiefer erbaut wurden. Durch die Ansiedlung von Arbeitern wuchs der Ort schnell an.

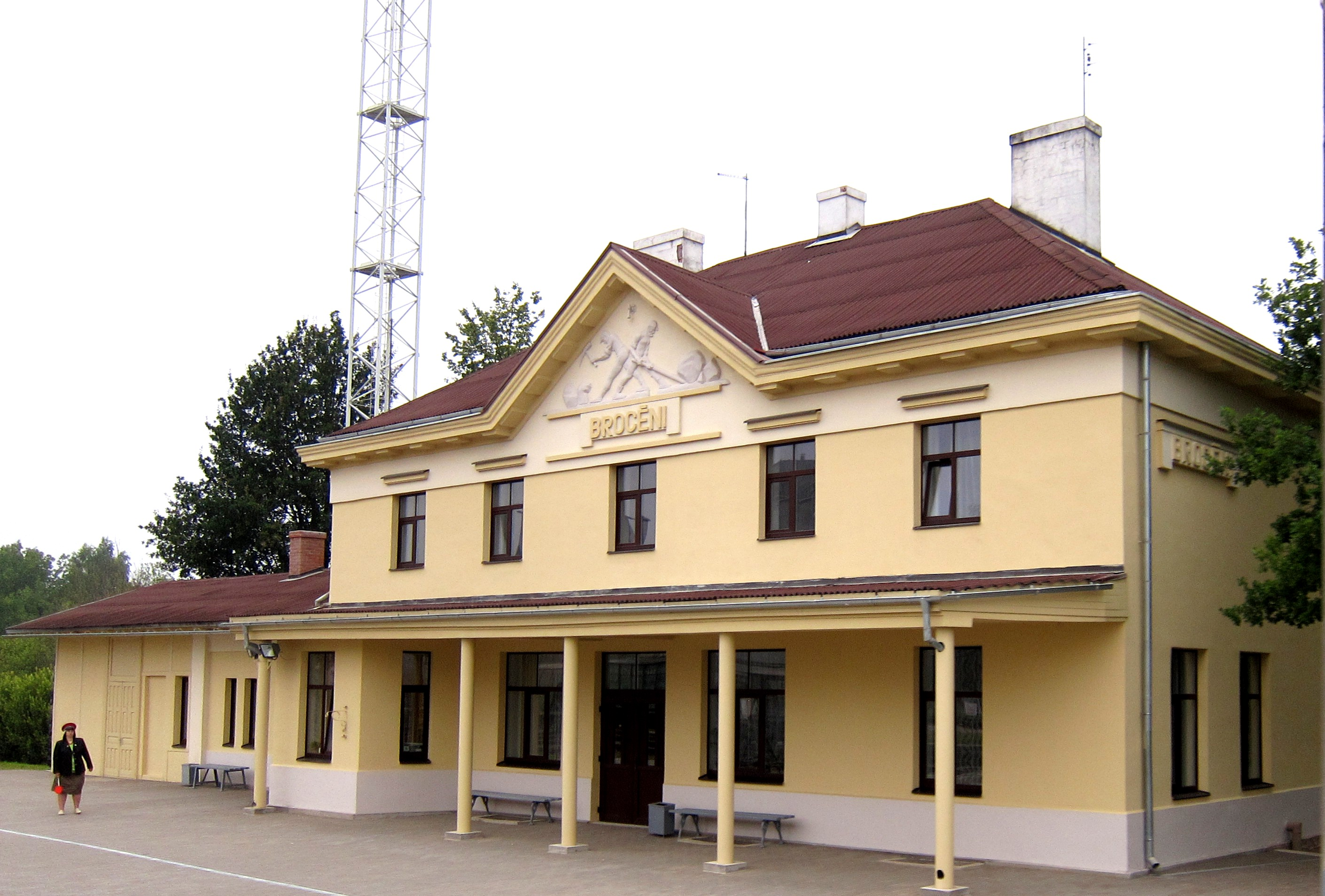
Bahnhof Brocēni

Während des Zweiten Weltkriegs errichteten die deutschen Besatzer neben der Fabrik ein Konzentrationslager.
Die einzelnen Fabriken wurden zur Sowjet-Zeit zu einem großen Kombinat zusammengefasst. Nach dem Beitritt Lettlands zur EU wurde die Produktion der Faserzement-Wellplatten eingestellt.
Die Stadtrechte erhielt Brocēni 1992.
Seit 2001 war der Ort Sitz des Verwaltungsbezirks Brocēni, dem sich 2009 vier weitere Gemeinden anschlossen. Seit 2021 gehört der Ort zum Bezirk Saldus.

## Persönlichkeiten
- Dons (* 1984), Singer-Songwriter